# 第十届全国人民代表大会各专门委员会
第十届全国人民代表大会各专门委员会是中华人民共和国第十届全国人民代表大会设立的专门委员会，任期由2003年3月至2008年3月。
1982年公布施行的《中华人民共和国宪法》第七十条规定：“全国人民代表大会设立民族委员会、法律委员会、财政经济委员会、教育科学文化卫生委员会、外事委员会、华侨委员会和其他需要设立的专门委员会。在全国人民代表大会闭会期间，各专门委员会受全国人民代表大会常务委员会的领导。”第十届全国人民代表大会设立9个专门委员会：民族委员会、法律委员会、内务司法委员会、财政经济委员会、教育科学文化卫生委员会、外事委员会、华侨委员会、环境与资源保护委员会、农业与农村委员会。
2003年3月6日第十届全国人民代表大会第一次会议通过财政经济委员会组成人员名单。
2003年3月17日第十届全国人民代表大会第一次会议通过民族委员会、法律委员会、内务司法委员会、教育科学文化卫生委员会、外事委员会、华侨委员会、环境与资源保护委员会、农业与农村委员会组成人员名单。
2003年8月27日十届全国人大常委会第四次会议任免部分专门委员会副主任委员、委员。
2003年10月28日第十届全国人民代表大会常务委员会第五次会议免去张耕的内务司法委员会委员职务。
2004年10月27日第十届全国人民代表大会常务委员会第十二次会议任免部分专门委员会委员。
2005年2月28日第十届全国人民代表大会常务委员会第十四次会议任命部分专门委员会副主任委员。
2005年12月29日第十届全国人民代表大会常务委员会第十九次会议任命部分专门委员会副主任委员。

## 民族委员会
2003年3月17日通过：
- 主任委员：多吉才让（藏族）
- 副主任委员：武连元（回族）、陈士能、隗福临（满族)、尤仁（蒙古族）、韦家能（壮族）、买买提明·阿不都热依木（维吾尔族）、王立平（满族）
- 委员（按姓名笔划排列）：刀美兰（女，傣族）、马昌裔（回族）、王学萍（黎族）、扎汗·俄马尔（哈萨克族）、卢邦正（彝族）、田玉科（女，土家族）、司马义·哈提甫（维吾尔族）、孙英、牟绪珩（土家族）、李庆云、杨长槐（侗族）、张美兰（女，哈尼族）、奉恒高（瑶族）、金华（女，朝鲜族）、胡贤生（苗族）、高洪（白族）、黄康生（布依族）、赫冀成（满族）

## 法律委员会
2003年3月17日通过：
- 主任委员：杨景宇
- 副主任委员：王茂林、胡光宝、周坤仁、胡康生、乔晓阳

蒋黔贵]]（女）、王以铭（回族）、李重庵
- 委员（按姓名笔划排列）：王天玺（彝族）、王伟光、王坚、王利明、李连宁、李国光、冷溶、张春生、周玉清、郑成思、信春鹰（女）、姜颖（女）、徐显明、黄信生、曹惠臣

2004年10月27日任命：
- 委员：沈春耀

2005年2月28日任命：
- 副主任委员：洪虎

## 内务司法委员会
2003年3月17日通过：
- 主任委员：何椿霖
- 副主任委员：陶驷驹、张志坚、张丁华、祝铭山、李新良、刘珩、嘉木样·洛桑久美·图丹却吉尼玛（藏族）
- 委员（按姓名笔划排列）：刘飏（女）、刘鹤章、孙金龙、孙晓群、李明豫（女）、李慎明、杨兴富、何晔晖（女）、应松年、张耕、郑功成、赵地（女）、赵锡君、胡德平、袁行霈、夏赞忠、陶伯钧、窦树华

2003年10月28日免去：
- 委员：张耕

2004年10月27日任命：
- 委员：任茂东

2005年2月28日任命：
- 副主任委员：刘振华

2005年12月29日任命：
- 副主任委员：黄镇东

## 财政经济委员会
2003年3月6日通过：
- 主任委员：傅志寰
- 副主任委员：石广生、周正庆、王梦奎、刘积斌、贾志杰、郭树言、史玉孝、张佑才、杜宜瑾、严义埙
- 委员（按姓名笔划排列）：于友民、王文泽、王佐书、乌日图（蒙古族）、刘纪原、刘政、刘洪、李主其、杨晓堂、沈春耀、张肖（女）、张学东、陆百甫、陈佳贵、林兆木、段柄仁、侯义斌、贺铿、程法光、谢伯阳、谭乃达、谭冬生、翟熙贵

2004年10月27日免去：
- 委员：沈春耀

2005年2月28日任命：
- 副主任委员：闻世震

2005年12月29日任命：
- 副主任委员：杨正午（土家族）

## 教育科学文化卫生委员会
2003年3月17日通过：
- 主任委员：朱丽兰（女）
- 副主任委员：吴基传、蒋祝平、邢世忠、陈难先、刘应明、桑国卫
- 委员（按姓名笔划排列）：于宁、王永炎、方新（女）、冯长根、朱相远、任茂东、许江、许智宏、李从军、李宏规、李树文、杨牧之、吴德馨（女）、张继禹、陆善镇、陈达植、陈建生、陈章良、林文漪（女）、金炳华、周成奎、周鸿兴、庞丽娟（女）、郑荃、赵化勇、柳斌、高运甲、黄学禄

2004年10月27日免去：
- 委员：任茂东

2005年2月28日任命：
- 委员：陈秀榕（女）

2005年12月29日任命：
- 副主任委员：宋法棠

## 外事委员会
2003年3月17日通过：
- 主任委员：姜恩柱
- 副主任委员：南振中、杨国梁、吕聪敏、王英凡、吉佩定、马文普、童傅
- 委员（按姓名笔划排列）：王东江、王良旺、王祖训、刘大响、李元正、李国华（女）、杨柏龄、杨慧珠（女）、沈辛荪、高之国

## 华侨委员会
2003年3月17日通过：
- 主任委员：陈光毅
- 副主任委员：卢瑞华、林兆枢、张帼英（女）、杜铁环、杨国庆、王建双、王宋大
- 委员（按姓名笔划排列）：王珣章、田书根、冯玉兰（女）、朱士明、刘山在、邱苏伦（女）、谷建芬（女）、冷宽、罗益锋、周松、黄次胜、赖爱光

## 环境与资源保护委员会
2003年3月17日通过：
- 主任委员：毛如柏
- 副主任委员：叶如棠、朱育理、徐永清、冯之浚（回族）、钱易（女）
- 委员（按姓名笔划排列）：王茂润、王涛（女）、王梅祥、王维城、吕志、刘海荣（女）、刘镇、许志琴（女）、许健民、李定凡、杨庚宇、何少苓（女）、陈宜瑜、周友良、胡世祥、姜云宝、姜悦楷、袁驷、倪岳峰、阎三忠、蒋承菘、魏复盛

2003年8月27日补充任命：
- 副主任委员：宋照肃

2005年12月29日任命：
- 副主任委员：张文台

## 农业与农村委员会
2003年3月17日通过：
- 主任委员：刘明祖
- 副主任委员：舒惠国、李春亭、万宝瑞、路明
- 委员（按姓名笔划排列）：王太岚、王如珍（女）、任正隆、华福周（女）、刘振伟、李华、李梅芳（女）、李登海、杨新人、张百良、张进宝、陈吉元、图道多吉（藏族）、单荣范、桑逢文、彭振坤（土家族）、韩新民、景学勤、程贻举

2003年8月27日免去：
- 委员：华福周（女）

2005年12月29日任命：
- 副主任委员：王云龙、唐天标[2]